# Шванк
Шванкът (на немски: Schwank) (средновисоконемски swanc – „весело хрумване“) е жанр в немската средновековна литература, аналогичен с френското фаблио и италианското фацетия.
Представлява неголям народностно оцветен хумористичен разказ в стихове, а по-късно и в проза или кратка театрална пиеса – нерядко със сатиричен и назидателен характер. Често авторът на шванка е неизвестен.
Възниква в Германия през XIII век, но достига разцвет през XVI век с творчеството на Ханс Закс (по времето на Мартин Лутер и Реформацията).
Обикновено в шванка участват две лица, които си разменят приказки за тривиални и забавни неща или разсъждения върху иначе рядко разглеждани в литературата битови въпроси като напр. лошото училищно възпитание.
Като теми в шванка служат ситуации или случки от всекидневието, при което обикновено е изобразен диалог между противоположни персонажи, напр. между господар и кочияш, измамник и измамен, глупак и умник. Често в шванките се разказва за някои известни литературни образи като Тил Ойленшпигел, гражданите на Шилда или майстерзингера Ханс Закс.
В немското литературознание съществуват различни определения за шванка:
- пресъздаване на комично действие с комични персонажи и ситуации;
- често груб, почти винаги забавен кратък разказ, чието съдържание най-често е свързано с „надхитряне“;
- в късното средновековие и особено през XVI век шванкът е шеговит разказ или фарсова градска комедия – нерядко събирани като анекдоти в народни книги;
- шванкът не си служи с присмех като при комедията, при него липсва грубата необузданост като при фарса, шванкът предлага лек хумор, безобидна веселост и безгрижна ведрост.